# Sungai Kebun
Sungai Kebun (malaiisch Mukim Sungai Kebun) ist ein Mukim (Subdistrikt) des Daerah Brunei-Muara in Brunei. Er hat 4.750 Einwohner (Stand: Zensus 2016).

## Geographie
Der Mukim ist die südlichste der sechs Siedlungen des Kampong Ayer (Wasserdorf) im Herzen des Hauptstadtbezirks von Bandar Seri Begawan. Die Siedlung liegt auf dem Wasser des Brunei-Flusses. Der Mukim grenzt an die Mukim Peramu und Saba im Norden, Kota Batu im Osten, Lumapas im Süden und Westen und Burong Pingai Ayer im Westen und Norden.
Die Schule Sekolah Menengah Awang Semaun liegt im Gebiet des Kampong Sungai Kebun.
2017 wurde die Jambatan Sungai Kebun (Raja Isteri Pengiran Anak Hajah Saleha-Brücke) eröffnet, die Bandar Seri Begawan mit dem Rest des Distrikts im Süden verbindet.

## Verwaltungsgliederung
Der Mukim wird unterteilt in Dörfer (Kampong):
- Kampong Bolkiah A
- Kampong Bolkiah 'B'
- Kampong Setia A
- Kampong Setia 'B'
- Kampong Sungai Siamas
- Kampong Ujong Kelinik
- Kampong Sungai Kebun